# Balneario La Verde
Balneario La Verde es una localidad argentina ubicada en el municipio de Huanqueros, Departamento San Cristóbal de la Provincia de Santa Fe. Se encuentra entre la Ruta Provincial 2 y la laguna La Verde, 4 km al norte de la cabecera municipal; la laguna es uno de los espacios que la Provincia pretende designar Área Natural Protegida.
En el balneario se desarrolla la Fiesta Provincia de la Carpa de Campamento. El Club de Caza y Pesca cuenta con un espacio para acampar.

## Población
Cuenta con 8 habitantes (Indec, 2010), frente a los 10 habitantes (Indec, 2001) del censo anterior.